# 高知沙鰈
高知沙鰈（学名：Samariscus xenicus），又名扁魚、皇帝魚、半邊魚、比目魚，为輻鰭魚綱鰈形目鰈亞目冠鰈科沙鰈屬下的一个种，為溫帶海水魚，分布於日本高知縣海域，棲息在底層水域，生活習性不明。